# 15295 Tante Riek
15295 Tante Riek eller 1991 VA9 är en asteroid i huvudbältet som upptäcktes den 4 november 1991 av Spacewatch vid Kitt Peak-observatoriet. Den är uppkallad efter Helena T. Kuipers-Rietberg.
Asteroiden har en diameter på ungefär 3 kilometer och den tillhör asteroidgruppen Vesta.